# Aert van der Neer

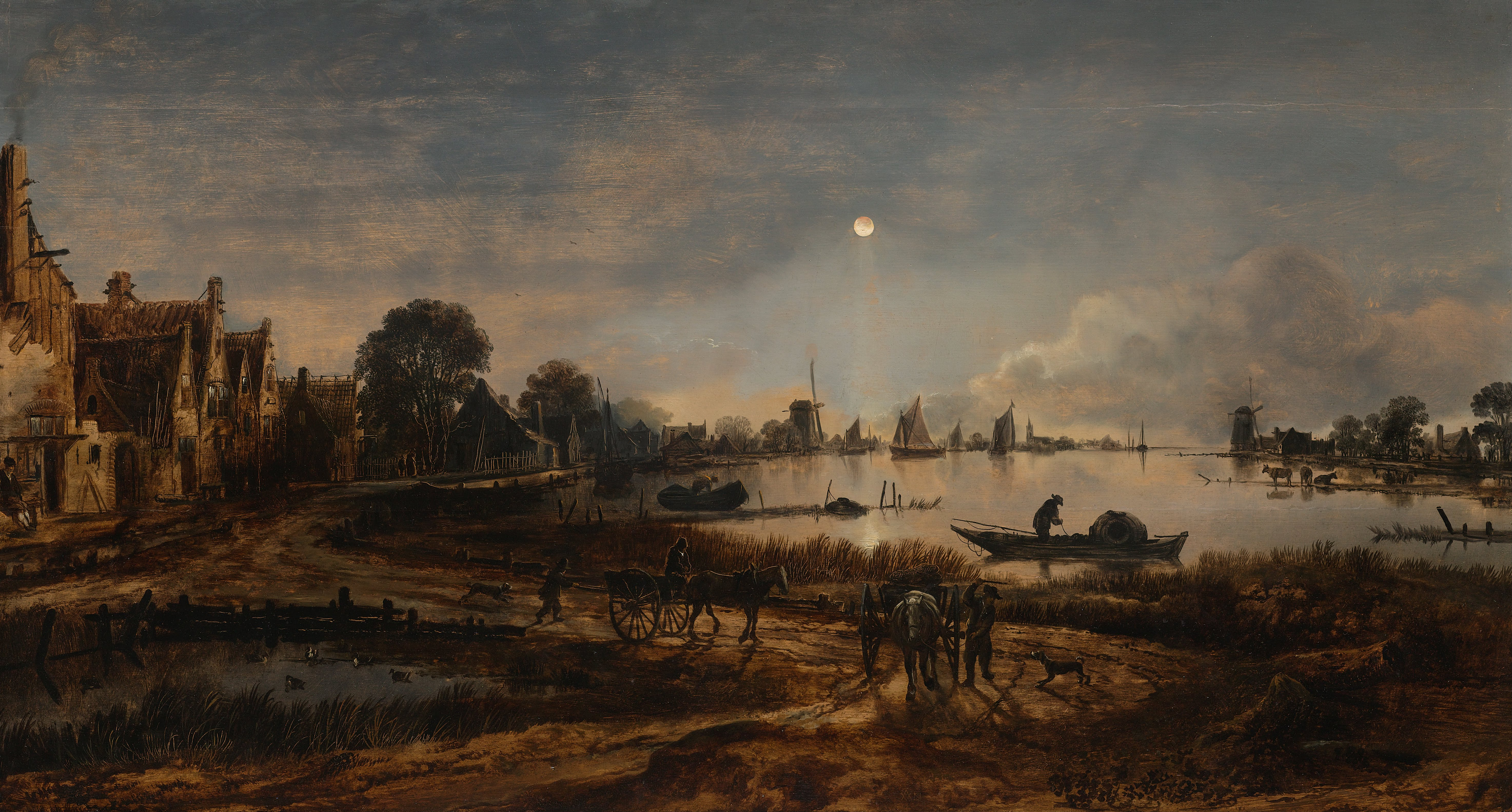
Paisaje con río a la luz de la luna. Rijksmuseum, Ámsterdam.

Aert van der Neer (también Aernout o Artus), (Gorcum, 1603-Ámsterdam, 9 de noviembre de 1677), fue un pintor paisajista de la Edad de Oro neerlandesa. Como paisajista, se especializó en dos temas principalmente: escenas nocturnas con luz de luna, de las cuales es el maestro más reconocido entre los pintores holandeses; y paisajes invernales con patinadores, campo en el que es un exponente de primera fila. 

## Biografía
Van der Neer fue contemporáneo de Albert Cuyp y Meindert Hobbema, y como el último, vivía y murió en el anonimato y la pobreza. Una investigación reciente (2008), ha establecido que Van der Neer nació en Gorcum. Según Arnold Houbraken, Van Der Neer vivía en su ciudad natal como estatúder de los nobles de Arkel, lo que explicaría la ausencia de cuadros de sus años tempranos. 
Es posible que se hiciese pintor aficionado tras conocer a los pintores de Ámsterdam Rafael y Jochem Govertsz Camphuysen, con cuya hermana Lysbeth se casó en 1629. Tuvieron seis hijos: Grietje (1629), Eglon (~1635), Cornelia (1642), Elisabeth (1645), Pieter (1648) y Alida (1650). Cinco de los niños fueron bautizados en la Nieuwe Kerk en Ámsterdam, cerca de donde vivían. Su hijo Eglon se hizo pintor de retratos.
Van der Neer apenas vivía de su arte, que no fue muy valorado en su época. En 1659, para complementar sus ingresos, tuvo que abrir una tienda de vinos en el Kalverstraat, pero dos años después se declaró en bancarrota. Murió en Ámsterdam en la mayor miseria, y su arte era tan poco apreciado que, entre los cuadros que dejó, se valoró cada uno aproximadamente en cinco chelines.

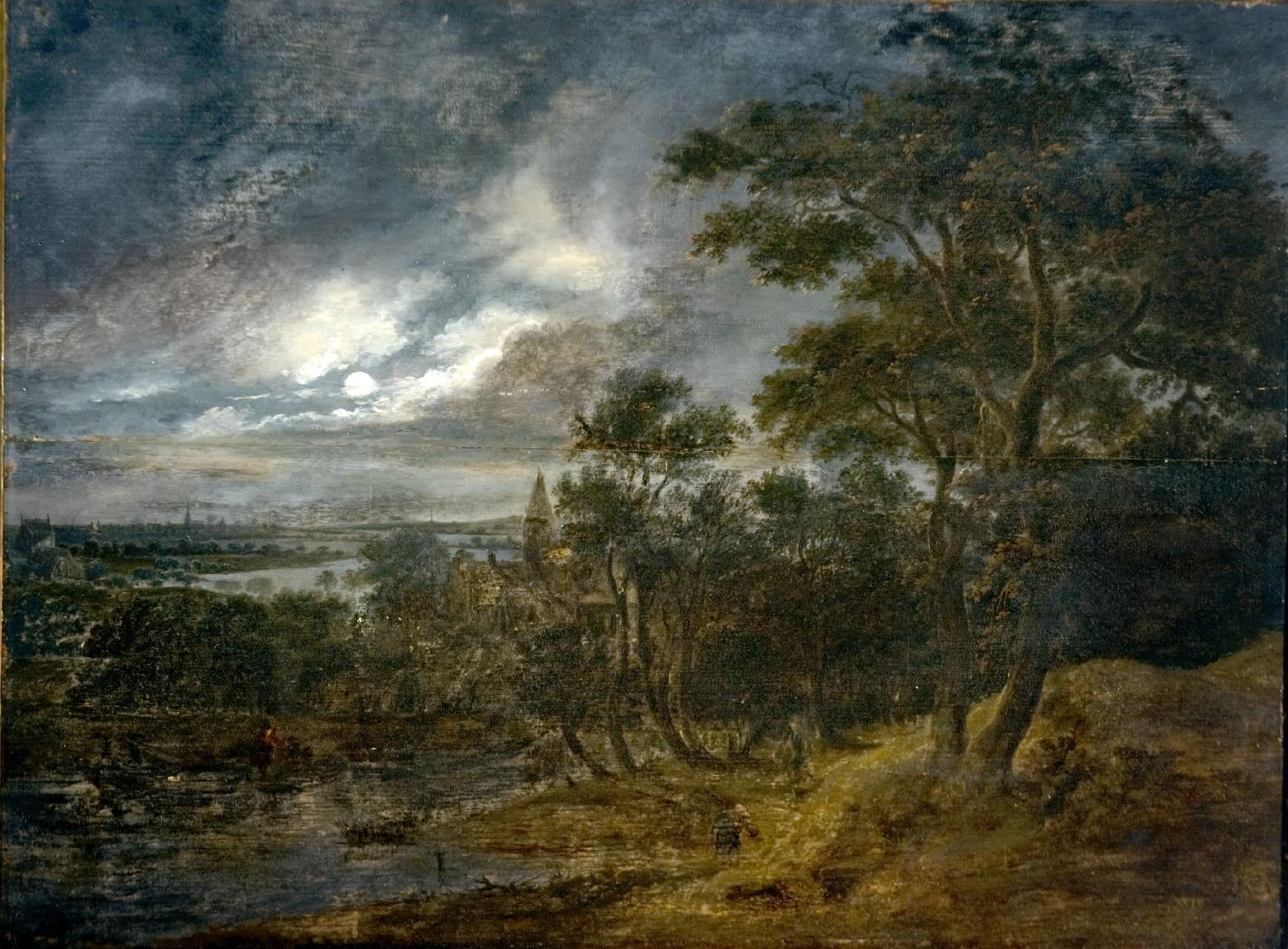
Paisaje nocturno, óleo sobre tabla,. Pamplona, Museo de Navarra.

Los cuadros más tempranos que se conservan de su mano están firmados con su monograma (A.V. y D.N. entrelazada con una fecha). Se trata de un Paisaje invernal en el Rijksmuseum en Ámsterdam (fechado 1639), y otro en la colección de Martins en Kiel (1642). Ambos son cuadros de regular calidad.[cita requerida] Mucho mejor es un Paisaje invernal (1643), en la colección Wantage, y la Escena con luz de luna (1644) en la colección d'Arenberg en Bruselas.
En 1652 Van der Neer observó el fuego que redujo a cenizas el antiguo ayuntamiento de Ámsterdam e hizo de este accidente el sujeto de dos o tres cuadros, ahora en las galerías de Berlín y Copenhague. Aunque parece que Ámsterdam fue el domicilio permanente de Van der Neer, sus cuadros muestran que estuvo familiarizado con los canales y bosques en Haarlem y Leiden, y con los alrededores de los ríos Mosa y Rin. La ciudad de Dordrecht, hogar de Albert Cuyp, también aparece en sus pinturas, y existe evidencia de que los dos fueron amigos. Ambos parece que se influyeron mutuamente.[cita requerida] Existen paisajes en las colecciones de los duques de Westminster, en los cuales Cuyp representó el Mosa helado con pescadores, y la luna reflejando su luz en las aguas plácidas del río. Muy probablemente, Van der Neer se inspiró en estos cuadros para pintar sus paisajes nocturnos, que acabaron siendo su tema favorito.